# Hannes Löhr
Pour les articles homonymes, voir Lohr (homonymie).
Johannes Löhr est un footballeur et entraîneur allemand, né le 5 juillet 1942 à Eitorf en Rhénanie-du-Nord-Westphalie et mort le 29 février 2016 à Cologne. Il jouait au poste d'attaquant, de 1964 à 1978 il joue 381 matchs en Bundesliga avec le FC Cologne et marque 166 buts. Avec le FC Cologne il gagne le championnat en 1978 et trois Coupe d'Allemagne. Il portera vingt fois le maillot de l'équipe de RFA.

## Biographie

### Les débuts
Johannes Löhr, couramment appelé Hannes (diminutif en allemand du prénom Johannes) commence à jouer au football en juillet 1948 dans les sections jeunes du club de sa ville natale, le SV 09 Eitorf. A 18 ans, il joue dans l'équipe première d'Eitorf. En mai 1962, il joue dans la sélection régionale et atteint la finale de la Coupe des ligues régionales. Il sera repéré lors de ce match par les dirigeants du Sportfreunde 05 Saarbrücken, lui proposant un contrat pour la saison 1962-1963. Le club navigue à cette époque entre le premier et deuxième niveau du football allemand. À côté du football, l'ailier gauche et buteur apprend également le métier de mécanicien. A la fin de sa première saison avec son nouveau club, il termine à la 6e place et marque 18 buts en 24 matchs,.
En 1963, est créé la nouvelle Bundesliga, c'est l'autre club de Sarrebruck et Kaiserslautern qui représentent la région Sud-Ouest. Lôhr et Sportfreunde 05 Saarbrücken jouent dans la Regionalliga Sud Ouest qui devient le deuxième niveau du football allemand.
Lors de sa deuxième saison avec Sportfreunde 05 Saarbrücken, le club ne terminera qu'à la 8e place, mais Hannes Löhr marquera 35 buts en 36 matchs. Ces performances attirent l'attention, de telle sorte que l'entraineur national, Sepp Herberger, le convoque pour un match contre la Finlande, le 6 juin 1964 à Helsinki, mais il ne participera pas au match. Löhr est le seul joueur de deuxième division dans l'effectif de l'équipe de RFA. Hannes Löhr est dès lors convoité par les grands clubs allemands, il signera finalement au FC Cologne, premier champion de Bundesliga, plus à cause de la proximité de Cologne avec sa ville natale que le succès sportif. 

### FC Cologne

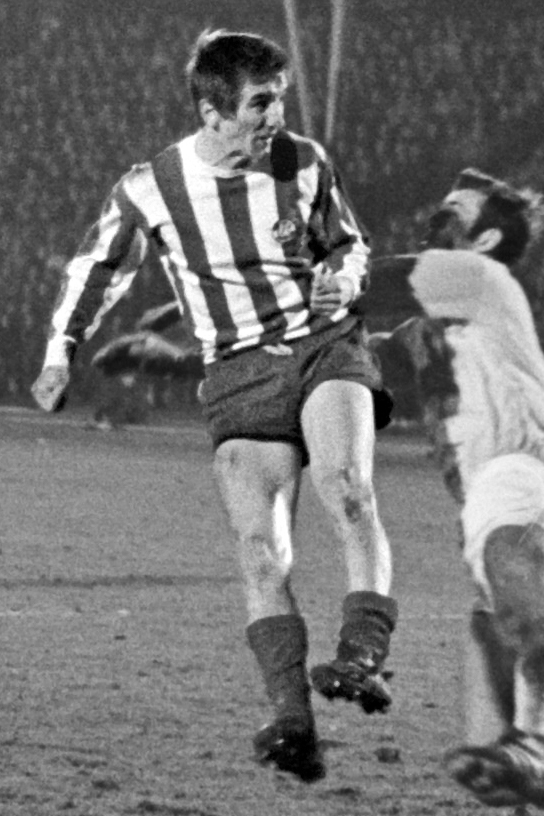
Hannes Löhr (à gauche) en 1968

Le premier champion de Bundesliga, engage à côté de Löhr également le Brésilien Zézé qui complètent une attaque déjà bien fournie avec Karl-Heinz Thielen, Hans Schäfer, Christian Müller, Wolfgang Overath et Heinz Hornig. Löhr fera ses débuts en Bundesliga lors de la 3e journée, le 5 septembre 1964, contre Borussia Neunkirchen, il disputera 17 matchs lors de la saison 1964-1965 et marquera 5 buts, Cologne terminera vice-champion.
Hannes Löhr, participe aux trois rencontres contre Liverpool en quart de finale de la Coupe des clubs champions européens 1964-1965, les deux premières rencontres s'étant achevées par un score nul et vierge, un match d'appui à Rotterdam était nécessaire. Löhr marquera le but égalisateur lors de cette rencontre (score final 2 à 2), mais Liverpool se qualifiera pour les demi-finales, au tirage au sort.
La saison suivante, après le départ du buteur du club, Hans Schäfer, c'est Hannes Löhr qui reprend ce rôle, il marquera 18 buts en 33 matchs. En 1968, il terminera meilleur buteur du championnat allemand avec 27 réalisations. Avec Cologne il gagnera trois Coupes d'Allemagne et participera à six finales.
Hannes Löhr participe à la finale légendaire de la Coupe d'Allemagne de football 1972-1973, remportée par Borussia Mönchengladbach.
Après la saison 1974-1975, le joueur voulait arrêter sa carrière, mais le FC Cologne lui demanda de continuer, le club venait de perdre Dieter Müller, blessé lors de la 4e journée. Il marque 15 buts cette saison en restant le meilleur buteur du club et gagnera même le doublé Coupe-championnat la saison suivante, même si à l'âge de 35 ans il ne participe qu'aux huit premières journées (1 but marqué), il se met en réserve pour laisser sa place au Japonais Yasuhiko Okudera.
Avec 166 buts marqués il détient le record du club. Le 25 octobre 1978, il joue son match d'adieu en compagnie de son ami Wolfgang Weber contre l'Équipe de RFA.

### Equipe nationale
Hannes Löhr dispute son premier match international le 22 février 1967, et marque également son premier but lors de la victoire 5 à 1 contre le Maroc. Il participe aux huit rencontres de l'équipe d'Allemagne de cette année.
À cause d'une maladie aux poumons il manqua une quinzaine de matchs internationaux, il fait son retour international lors des matchs de préparation pour la Coupe du monde de football de 1970 et fera partie de la sélection qui part au Mexique. Il participe à six rencontres dont la finale pour la troisième place et la demi finale qualifiée de match du siècle contre l'Italie.
Le 9 septembre 1970, il dispute son dernier match international, une victoire 3 à 1 contre la Hongrie. En 1972, il sera dans l'effectif de la Mannschaft lors du Championnat d'Europe de football 1972, mais n'entrera pas en jeu.

### Carrière d'entraineur
Dès 1967, il étudia à l'université allemande du sport de Cologne pour se préparer au métier d'entraineur. Il resta fidèle à son club et devint entraineur-assistant dès la fin de sa carrière de joueur, puis manager en 1980. Après le licenciement de Rinus Michels en 1983, il prend le poste d'entraineur au FC Cologne. En 1986, il rejoint la fédération allemande de football où il entraine les moins de 21 ans et l'équipe olympique. Il prend sa retraite en 2002.

## Vie privée
Hannes Löhr sera affecté toute sa vie par des problèmes de santé, il accumulera plus de maladies que de blessures, la tuberculose, des maladies du foi, l'empoisonnement du sang, il dira en 1975 : Je ne suis pas malchanceux mais plutôt chanceux parce que j'ai tout surmonté si vite.

## Carrière
- 1963-1964 : Sportfreunde 05 Saarbrücken  Allemagne
- 1964-1978 : FC Cologne  Allemagne[8]

## Palmarès

### Joueur

#### En Club
- Champion de RFA en 1978 avec le FC Cologne
- Vainqueur de la Coupe de RFA en 1968, 1977 et 1978 avec le FC Cologne
- Vice-Champion de RFA en 1965 et 1973 avec le FC Cologne
- Finaliste de la Coupe de RFA en 1970, 1971 et 1973 avec le FC Cologne

#### EnÉquipe de RFA
- 20 sélections et 5 buts entre 1967 et 1972
- Champion d'Europe des Nations en 1972
- Participation à la Coupe du Monde en 1970 (3e)

#### Distinction personnelle
- Meilleur buteur du championnat de RFA en 1968 avec 27 buts
- 1970 : Silbernes Lorbeerblatt, la plus haute distinction sportive en Allemagne[9].
- 2018 : Rentrée dans le Hall of fame du FC Cologne[10].

### Entraîneur
- Médaille de bronze aux Jeux olympiques d'été de 1988